# Мичевац
Мичевац је стари град — тврђава смјештена на брежуљку на десној обали ријеке Требишњице на око 3 км узводно од Требиња, испод коте 325. На погодном мјесту за сагледавање шире околине тврђава је подигнута је из стратешких разлога ради заштите путне комуникације, Дринског (Босанског) пута који је из Дубровника преко Требиња ишао према источној Босни. Тврђава је облика заобљеног правоугаоника са пет главних кула које су окренуте према Требишњици. Куле су спојене зидинама мјестимично широким и до два метра. Приступ је са пута који води из Требиња у Никшић. Његова старост није позната. У близини су предисторијске градине које указују на континуитет насељености још од енеолита. Очувани су налази словенске керамике, предмети од жељеза, дубровачки новац, али и мајолика и стакло из Италије и Њемачке. Мичевац је припадао жупи Требиње, подручју (дистрикт) познатом по имену Побрђе. Мичевац припада Павловићима, а касније Косачама. Спомиње се у повељама за Стјепана Вукчића Косачу 1444. (Biseuatts Vtribigno, castello con lo contato), 1448. (castrum Mischewetz) и 1454 (civitate Micenaz cum pertinentiis suis). Мичевац је освојен од Османлија 1466. Испод тврђаве је било развијено подграђе — Подмичевац, на локалитету Варошиште. Ту је била царина Косача која се спомиње од 1436. Подмичевац је имао градског кнеза. То је 1456. био Радослав Дуп Подмичевац је споменут 1460. године.
Комисија за очување националних споменика, на сједници одржаној 4-8. марта 2003. године, донијело је Одлуку да се Градитељска се цјелина — средњовјековни град Мичевац у Требињу прогласи националним спомеником Босне и Херцеговине.